# Pablo Rosales
Pablo Mauricio Rosales (La Plata, 10 marzo 1992) è un calciatore argentino, difensore del Chaco For Ever.

## Caratteristiche tecniche
Gioca come terzino destro.